# Glandularia bipinnatifida
Glandularia bipinnatifida là một loài thực vật có hoa trong họ Cỏ roi ngựa. Loài này được (Schauer) Nutt. mô tả khoa học đầu tiên năm 1821.